# Pediopsoides davisi
Pediopsoides davisi är en insektsart som beskrevs av Knull 1940. Pediopsoides davisi ingår i släktet Pediopsoides och familjen dvärgstritar. Inga underarter finns listade i Catalogue of Life.